# Peratophyga hyalinata
Peratophyga hyalinata är en fjärilsart som beskrevs av Vincenz Kollar 1844. Peratophyga hyalinata ingår i släktet Peratophyga och familjen mätare. Inga underarter finns listade i Catalogue of Life.